# Dębica, Hạt Pyrzyce
Dębica [dɛmˈbit͡sa] là một ngôi làng thuộc khu hành chính của Gmina Warnice, thuộc hạt Pyrzyce, West Pomeranian Voivodeship, ở phía tây bắc Ba Lan. Nó nằm khoảng 2 kilômét (1 mi)  phía tây Warnice, 15 km (9 mi) phía bắc Pyrzyce và 32 km (20 mi) về phía đông nam của thủ đô khu vực Szczecin.